# انور پاشا
اسماعیل انور (به ترکی عثمانی: اسماعیل انور پاشا، مستر وایپرس) (۲۳ نوامبر ۱۸۸۱ – ۴ اوت ۱۹۲۲) که در خلال نقش‌های نظامی و سیاسی که در عثمانی داشت از سوی اروپائیان بیشتر با عنوان انور پاشا (ترکی:Enver Paşa) یا انور بیگ (ترکی: Enver Bey) و یا مستر وایپرس(انگلیسی:mr wipers) شناخته می‌شد، از فرماندهان  بالای ارتش عثمانی و رهبر قیام ترکان جوان بود. لقب انور بیگ در میان عثمانیان زیاد بود و انور پاشا با لقب انور بیگ شناخته می‌شد و همچنین لقب وایپرس Vypers که به معنای پاک کردن و محو کردن هست را برای نسل کشی ارمن ها به او دادند و همچنین او فرماندهی کل ارتش عثمانی را هم در جنگ بالکان و هم در جنگ جهانی اول بر عهده داشت.

## جنایات جنگی
او در دادگاه استانبول ۱۹۱۹ به جنایات جنگی محکوم شد. او در کشتار ارامنه، آشوری‌ها و اعراب نقش داشت و بعد از شکست عثمانی در جنگ اول به آلمان فرار کرد و در سال‌های بعد در جنگ با بلشویک‌ها در آسیای مرکزی کشته شد.

## پیشینه
انور پاشا از یک خانواده متوسط در شهر استانبول به دنیا آمد. پدر انور پاشا یک مرزبان ترک و مادرش یک گاگائوزآلبانیایی‌تبار بود.